# Pallacanestro Torino 2019-2020
Questa voce raccoglie le informazioni riguardanti la Pallacanestro Torino nelle competizioni ufficiali della stagione 2019-2020.

## Stagione
Nella stagione 2019-2020 la Pallacanestro Torino, sponsorizzata Iren Fixi, disputa per la dodicesima volta la massima serie.

## Rosa
| Fixi Piramis Torino | Fixi Piramis Torino |
| Giocatrici          | Staff tecnico       |
| ------------------- | ------------------- |

| 2  | Italia (bandiera)                                     | G | Sara Zecchina                 | 2003 | 177 cm |  |  |
| 3  | Germania (bandiera) · Bosnia ed Erzegovina (bandiera) | A | Melisa Brčaninović            | 1999 | 193 cm |  |  |
| 6  | Italia (bandiera)                                     | P | Giulia Togliani               | 1998 | 170 cm |  |  |
| 7  | Italia (bandiera)                                     | P | Ilaria Milazzo (C)            | 1994 | 170 cm |  |  |
| 8  | Italia (bandiera)                                     | G | Giada Buffa                   | 2002 | 172 cm |  |  |
| 9  | Italia (bandiera)                                     | G | Francesca Margaria            | 2001 | 179 cm |  |  |
| 10 | Italia (bandiera)                                     | G | Beatrice Del Pero             | 1999 | 180 cm |  |  |
| 11 | Rep. Ceca (bandiera)                                  | A | Michaela Stejskalová          | 1987 | 186 cm |  |  |
| 12 | Italia (bandiera)                                     | C | Inas Fahmy                    | 2001 |        |  |  |
| 13 | Bulgaria (bandiera)                                   | C | Aleksandra Petrova            | 1997 | 187 cm |  |  |
| 14 | Italia (bandiera)                                     | A | Martina Grattapaglia          | 2003 | 170 cm |  |  |
| 14 | Italia (bandiera)                                     |   | Beatrice Peruzzi              | 2003 |        |  |  |
| 15 | Italia (bandiera)                                     | A | Maria Beatrice Barberis       | 1995 | 180 cm |  |  |
| 19 | Italia (bandiera)                                     | A | Clara Salvini                 | 1992 | 182 cm |  |  |
| 23 | Stati Uniti (bandiera)                                | A | Moesha Rene Kinard            | 1996 | 174 cm |  |  |
| 24 | Stati Uniti (bandiera)                                | A | Jade Elizabeth Johnson-Walker | 1995 | 188 cm |  |  |
| 35 | Stati Uniti (bandiera)                                | C | Alexis Janay Jennings         | 1996 | 190 cm |  |  |

| Allenatore                                                                                    |
| - Massimo Riga                                                                                |
| Assistente/i                                                                                  |
| - Arnoldo Viberti - Patrick Comba Legenda - (C) Capitano Roster Aggiornato al: 6 gennaio 2020 |